# 北韓大学院大学校
北韓大学院大学校（プッカンテハグォンテハッキョ、朝鮮語: 북한대학원대학교/北韓大學院大學校、英語: University of North Korean Studies）は、大韓民国の大学院大学。
1972年に設立された慶南大学校極東問題研究所の研究成果と1997年に設立された慶南大学校北韓大学院の北韓学（北朝鮮研究）の教育経験をもとに2005年に設立された。
北朝鮮大学院大学校、北朝鮮大学院大学などと日本語訳されることもある。

## 沿革
- 1989年10月: 慶南大学校 行政大学院 北韓学科 設立
- 1997年10月: 慶南大学校  北韓大学院 設立
- 1998年3月: 慶南大学校 北韓大学院 開院
- 2004年11月: 北韓大学院大学校 設立
- 2005年3月: 開校

## 教育編制
修士と博士課程のほか、6つの専攻がある。
- 政治統一専攻
- 法行政専攻
- 軍事安保専攻
- 経済IT専攻
- 社会文化言論専攻
- 統一教育専攻